# Liste der Geotope in Dresden
Diese Liste enthält die Geotope in der Stadt Dresden.

| Name                                                                     | Bild           | Geotop ID | Gemeinde / Lage | Beschreibung | Schutzstatus |
| ------------------------------------------------------------------------ | -------------- | --------- | --- | --- | ------------ |
| Ehemaliger Steinbruch Borsberg                                           |                | 509       | Dresden, Borsberg 500 m südlich Borsberg, 400 m östlich vom Rysselkopf | Dresdner Elbtalweitung, Lausitz-Riesengebirgsscholle Aufschluss, Aufgelassener Steinbruch Steinbruch mit anstehendem fein- bis mittelkörnigem Zweiglimmergranodiorit (Anatexit); blassgrau bis rötlichgrau; stark tektonisch gestört, mit Rutschflächen: Streichen 330 - 340 ° Nordost, Einfallen ca. 60 ° Nord; Material wenig geeignet                                   | unbekannt    |
| Elbhang Briesnitz                                                        |                | 763       | Dresden, Briesnitz | Dresdner Elbtalweitung, Elbezone Aufschluss |              |
| Quadersandsteinbruch Heidenschanze (Ehemaliger Steinbruch Heidenschanze) |                | 562       | Dresden, Coschütz 400 m nordwestlich Coschütz | Mulde-Lößhügelland, Elbezone Aufschluss, Aufgelassener Steinbruch Typisches Transgressionsprofil des Oberen Cenomans; auskeilende Wechsellagerung von Sandsteinen und Konglomeraten (Monzonit); an der Basis 4 Sandsteinbänke mit Kongolomeratverzahnung (Oberhäslicher Schichten) im Hang; Monzonitkonglomerate und -sande, Kalksteine und Pläner (Dölzschener Schichten) | ND           |
| Felshänge Heidenschanze                                                  |                | 762       | Dresden, Coschütz Ostseite Plauenscher Grund, südwestlich der Heidenschanze, Oberkante rechter Talhang                                                                     | Mulde-Lößhügelland, Elbezone Aufschluss, Felsen | FND          |
| Cenomaner Muschelfels von Dresden-Coschütz (Muschelfelsen)               |                | 563       | Dresden, Coschütz Nördlich der Straße Heidenschanze, S-Bahn-Damm; westlich der "Felshänge Heidenschanze", in Nähe des Hangweges, an einer Kleingartenkolonie               | Elbezone Aufschluss, Felsen Im Steilhang des Plauenschen Grundes; 7 Muschelfelsen (Cenoman) mit 5 kalkhaltigen Sandsteinblöcken und Einschlüssen von Tempestiten (Sturmflutsedimente, entstanden durch Aufwirbelung vorhandener Sedimente und Vermengung der Faunenelemente)                                                                                               | ND           |
| Ehemaliger Ratssteinbruch                                                |                | 568       | Dresden, Dölzschen Östlich Dölzschen, unmittelbar an der Straße Dresden-Freital                                                                                            | Dresdner Elbtalweitung, Elbezone Aufschluss, Aufgelassener Steinbruch Steilwand (unterhhalb der Begerburg im Plauenschen Grund); Überlagerung des Meißner Granit-Monzonit-Massivs durch Oberkreide-Sedimente mit zahlreichen Fossilien; im Übergang Konglomerate; typische Schwellenfazies des Kreidemeeres; Schrägstellung der Schichten                                  | ND           |
| Wasserfall der Prießnitz                                                 | weitere Bilder | 643       | Dresden Im LSG "Dresdener Heide", unterhalb der Heidemühle, 0,5 km östlich des Waldbades Dresden-Klotzsche                                                                 | Westlausitzer Hügel- und Bergland, Elbezone Relief / Landschaft Im LSG "Dresdener Heide"; stromabwärts Zunahme der Hangneigung und Taltiefe des Prießnitzlaufes; im Bereich des Wasserfalls ist das Prießnitztal als pleistozänes epigenetisches Durchbruchstal im Lausitzer Granodiorit entstanden                                                                        | unbekannt    |
| Pläner von Dresden-Torna (Plänermergelaufschluss Ziegeleigrube Torna)    |                | 575       | Dresden Westlich Dohnaer Straße | Elbezone Aufschluss Ca. 0,3 ha großer Aufschluß des oberkreidezeitlichen Plänermergels der Räcknitzer Schichten; überdeckt von pleistozänen Schottern und Lößlehm; in unmittelbarer Nähe der "Tornaer Lehmgruben" | FND          |
| Ziegeleigrube Torna (Tornaer Lehmgruben)                                 | weitere Bilder | 764       | Dresden Westlich Dohnaer Sttraße (Aufschlussverhältnisse unklar) | Elbezone Aufschluss "Tornaer Lehmgruben" | FND          |
| Steinbruch an der Mordgrundbrücke (Steinbruch im Zweiglimmergranodiorit) | weitere Bilder | 1039      | Dresden, Dresden, Stadt Am Rande der Dresdener Heide, oberhalb der Mordgrundbrücke                                                                                         | Dresdner Elbtalweitung, Elbezone Aufschluss, Steinbruch Granitähnliches Gestein mit zahlreichen Einschlüssen von Fettquarz und hochmetamorphen Gesteinen der nordsächsischen Grauwackenzone (Stolpener Folge); entstanden durch Granitisierung (jedoch nicht vollständiges Aufschmelzen)                                                                                   | FND          |
| Klippe Gamighübel                                                        | weitere Bilder | 570       | Dresden, Kauscha Goppeln-Kauscha, 700 m südlich Pfaffenberg | Dresdner Elbtalweitung, Elbezone Aufschluss, Felsenklippen | unbekannt    |
| Plänerschleppung im Tännichtgrund                                        |                | 586       | Dresden, Niederwartha Am Eingang in den Tännichtgrund, unterhalb des Burgberges, unterhalb der ehemaligen Obermühle Niederwartha. 1 km nordöstlich der Ortsmitte Weistropp | Dresdner Elbtalweitung, Elbezone Aufschluss Plänerschleppung (Niederwarthaer Störung ) und Augengneis | ND           |
| Hoher Stein                                                              | weitere Bilder | 569       | Dresden, Plauen Westlich Coschützer Straße, unterhalb Aussichtsturm zwischen Dresden-Coschütz und Dresden-Plauen                                                           | Dresdner Elbtalweitung, Elbezone Aufschluss, Felsenklippe Berühmtester Aufschluss in der Klippenfazies der Elbtalkreide (oberste Dölzschener Schichten) mit Aussichtsturm; im Monzonit ausgekolkte Kessel, mit mergeligem, fossilreichem Kalk ausgefüllt; im Liegenden gut gerundete Monzonitgerölle                                                                       | ND           |
| Ehemaliger Steinbruch Hutberg                                            | weitere Bilder | 528       | Dresden, Weißig 500 m nördlich Weißig am Südwest-Hang des Hutberges | Westlausitzer Hügel- und Bergland, Lausitz-Riesengebirgsscholle Aufschluss, Aufgelassener Steinbruch Steinbruch mit anstehendem Porphyrit, hellbläulich- oder grünlichgraues, dichtes, deckenförmig auftretendes Eruptivgestein auf Sandstein- und Tuffschichten; scharfkantig unebener Bruch; plattige Absonderung parallel zur Oberfläche; zahllose Klüfte               | ND           |
| Findling "Oltersteine"                                                   | weitere Bilder | 610       | Dresden, Wilschdorf Wilschdorf, westlich Radeburger Straße, unweit des Olterteiches im LSG Dresdner Heide                                                                  | Dresdner Elbtalweitung, Elbezone Aufschluss, Tertiärquarzit In den Kiefernbeständen zwei markante Tertiärquarzit-Blöcke (ca. 2 m hohe Findlinge); sie entstammen dem Niederlausitzer Tertiärgebiet, während der Elsterkaltzeit als Geschiebe nach Wilschdorf; in Weichselkaltzeit durch Windschliff glattpoliert                                                           | ND           |